# Lipocosma chiralis
Lipocosma chiralis là một loài bướm đêm trong họ Crambidae.